# Stupid (mouvement artistique)
Stupid est un groupe éphémère d'artistes constructivistes, formé à Cologne en 1919 et dont les membres fondateurs sont Willy Fick, Heinrich Hoerle, Angelika Hoerle, Anton Räderscheidt, Marta Hegemann et Franz Wilhelm Seiwert.

## Philosophie du groupe
Stupid visait à aborder les questions sociopolitiques à travers un art à caractère prolétarien. Seiwert et Räderscheidt avaient déjà été actifs sur la scène Dada de Cologne, aux côtés de Max Ernst qui a décrit plus tard Stupid comme étant « une sécession du Dada de Cologne. En ce qui concerne Hoerle et surtout Seiwert, les activités de Dada étaient esthétiquement trop radicales et socialement pas assez concrètes. ». Seiwert a décrit l'esthétique du groupe « Nous essayons d'être si clairs que tout le monde pourra nous comprendre. ».

## Histoire
Le studio de Räderscheidt était leur base d'opérations, mais en 1920, il abandonne le style constructiviste. Avant de se dissoudre, le groupe a exposé ensemble et a publié une publication, Stupid 1.